# Drum (film 2016)
Drum (Tabl, persiano: طبل) è un film del 2016 diretto da Keywan Karimi.
Il soggetto è basato sul libro omonimo di Ali-Morad Fadaei-Nia.

## Trama
Uno sconosciuto irrompe nell'appartamento di un avvocato di Teheran per consegnarli un pacco misterioso.

## Distribuzione
In concorso alla Settimana internazionale della critica del 73º Festival di Venezia.